# Выдумка (Тюменская область)
Выдумка — деревня в Вагайском районе Тюменской области, входит в состав Фатеевского сельского поселения.

## География
Деревня находится на одном из притоков реки Берёзовка, недалеко от впадения последней в Иртыш. На другом берегу находится деревня Кошкаин. До центра поселения — села Фатеево — около 9 километров по шоссе. Автобусное сообщение с центром района.

## Население
| 2010 |
| ---- |
| 11   |

## История
Деревня Выдумка — Родина Быкова Алексея Прокопьевича (1922—1995) — бойца взвода разведки 1-го отдельного стрелкового батальона 69-й морской стрелковой бригады, старшина 2-й статьи.